# James Carragher
James Lee Carragher (Liverpool, 11 novembre 2002) è un calciatore inglese naturalizzato maltese, difensore del Wigan e della nazionale maltese.

## Biografia
È figlio dell'ex calciatore Jamie Carragher. Nel febbraio del 2025 ha ricevuto la Cittadinanza maltese grazie alle origini del nonno paterno, Paul Vassallo, che era originario di Qormi.

## Carriera

### Club
Ha iniziato a giocare a calcio nel settore giovanile del Liverpool, per poi passare al Wigan nel 2017. Il 4 agosto 2021 ha firmato il suo primo contatto professionistico e sei giorni dopo ha debuttato in prima squadra nell'incontro di Football League Cup vinto ai rigori contro l'Hull City. Utilizzato sporadicamente, il 16 settembre 2022 è stato ceduto in prestito fino a gennaio all'Oldham Athletic. Tornato al Wigan, ha giocato nell'Under-21 fino al gennaio del 2024 quando è stato nuovamente ceduto in prestito, questa volta in Scozia all'Inverness, club di seconda divisione.
Nell'estate del 2024 è stato definitivamente promosso in prima squadra iniziando a giocare con buona costanza, ed il 25 gennaio 2025 ha segnato il suo primo gol nella partita vinta 2-0 contro il Bristol Rovers.

### Nazionale
Il 18 marzo 2025 ha ricevuto la prima convocazione con la nazionale maltese ed il 21 marzo ha debuttato nell'incontro perso per 0-1 contro la Finlandia, valevole per le qualificazioni ai Mondiali 2026.

## Statistiche

### Presenze e reti nei club
Statistiche aggiornate al 20 marzo 2025.
| Stagione        | Squadra         | Campionato      | Campionato | Campionato | Coppe nazionali | Coppe nazionali | Coppe nazionali | Coppe continentali | Coppe continentali | Coppe continentali | Altre coppe | Altre coppe | Altre coppe | Totale | Totale | Totale |
| Stagione        | Squadra         | Comp            | Pres       | Reti       | Comp            | Pres            | Reti            | Comp               | Pres               | Reti               | Comp        | Pres        | Reti        | Pres   | Reti   |        |
| --------------- | --------------- | --------------- | ---------- | ---------- | --------------- | --------------- | --------------- | ------------------ | ------------------ | ------------------ | ----------- | ----------- | ----------- | ------ | ------ | ------ |
| 2021-2022       | Wigan           | FL1             | 0          | 0          | FACup+CdL       | 0+1             | 0               | -                  | -                  | -                  | FLT         | 3           | 0           | 4      | 0      |        |
| 2022-2023       | Wigan           | FLC             | 0          | 0          | FACup+CdL       | 0+1             | 0               | -                  | -                  | -                  | -           | -           | -           | 1      | 0      |        |
| 2022-gen. 2023  | Oldham Athletic | NAT             | 5          | 0          | FACup           | 1               | 0               | -                  | -                  | -                  | FAT         | 0           | 0           | 6      | 0      |        |
| gen.-giu. 2023  | Wigan           | FLC             | 0          | 0          | FACup+CdL       | 0               | 0               | -                  | -                  | -                  | -           | -           | -           | 0      | 0      |        |
| 2023-gen. 2024  | Wigan           | FL1             | 0          | 0          | FACup+CdL       | 0               | 0               | -                  | -                  | -                  | FLT         | 1           | 0           | 1      | 0      |        |
| gen.-giu. 2024  | Inverness       | SC              | 14+4       | 0          | CS+CdL          | 2+0             | 0               | -                  | -                  | -                  | -           | -           | -           | 20     | 0      |        |
| 2024-2025       | Wigan           | FL1             | 23         | 1          | FACup+CdL       | 1+2             | 0               | -                  | -                  | -                  | FLT         | 4           | 0           | 30     | 1      |        |
| Totale carriera | Totale carriera | Totale carriera | 42         | 1          |                 | 8               | 0               |                    | -                  | -                  |             | 8           | 0           | 58     | 1      |        |

### Cronologia presenze e reti in nazionale
| Cronologia completa delle presenze e delle reti in nazionale ― Malta | Cronologia completa delle presenze e delle reti in nazionale ― Malta | Cronologia completa delle presenze e delle reti in nazionale ― Malta | Cronologia completa delle presenze e delle reti in nazionale ― Malta | Cronologia completa delle presenze e delle reti in nazionale ― Malta | Cronologia completa delle presenze e delle reti in nazionale ― Malta | Cronologia completa delle presenze e delle reti in nazionale ― Malta | Cronologia completa delle presenze e delle reti in nazionale ― Malta |
| Data                                                                 | Città                                                                | In casa                                                              | Risultato                                                            | Ospiti                                                               | Competizione                                                         | Reti                                                                 | Note                                                                 |
| -------------------------------------------------------------------- | -------------------------------------------------------------------- | -------------------------------------------------------------------- | -------------------------------------------------------------------- | -------------------------------------------------------------------- | -------------------------------------------------------------------- | -------------------------------------------------------------------- | -------------------------------------------------------------------- |
| 21-3-2025                                                            | Ta' Qali                                                             | Malta                                                                | 0 – 1                                                                | Finlandia                                                            | Qual. Mondiali 2026                                                  | -                                                                    |                                                                      |
| 24-3-2025                                                            | Varsavia                                                             | Polonia                                                              | 2 – 0                                                                | Malta                                                                | Qual. Mondiali 2026                                                  | -                                                                    |                                                                      |
| 7-6-2025                                                             | Ta' Qali                                                             | Malta                                                                | 0 – 0                                                                | Lituania                                                             | Qual. Mondiali 2026                                                  | -                                                                    |                                                                      |
| 10-6-2025                                                            | Groninga                                                             | Paesi Bassi                                                          | 8 – 0                                                                | Malta                                                                | Qual. Mondiali 2026                                                  | -                                                                    |                                                                      |
| Totale                                                               |                                                                      | Presenze                                                             | 4                                                                    |                                                                      | Reti                                                                 | 0                                                                    |                                                                      |